# Willem Wauters
Willem Wauters (Gent, 10 november 1989) is een voormalig Belgisch wegwielrenner.

## Biografie
Willem Wauters maakte deel uit van de beloftenploeg van Lotto-Belisol. In 2011 werd Wauters tweede in de Grote Prijs Stad Zottegem. In dat jaar won Wauters ook de vierde etappe in de U23-wedstrijd Ronde van Madrid.
In 2013 reed Wauters voor Vacansoleil-DCM als professional in de Tour Down Under. Daarin werd hij zestiende in het jongerenklassement. In de Ronde van Italië 2013 zat Wauters mee in een lange ontsnapping in de derde etappe. Hij verzamelde genoeg punten in het bergklassement om de blauwe trui een dag te mogen dragen. Tijdens de vierde etappe raakte Wauters de leiding in dat klassement weer kwijt.
Aan het einde van dit jaar nam hij in de 1e rit van De ronde van Peking de Witte trui. Deze verloor hij de voorlaatste dag.
Aan het einde van het seizoen hield Vacansoleil-DCM op te bestaan en kreeg een contract bij de bescheiden Belgische Vérandas Willems formatie. Na afloop van het seizoen 2014 maakte hij bekend te stoppen met zijn carrière als beroepswielrenner.

## Palmares
2011
- 2e Grote Prijs Stad Zottegem
- Winnaar 4e etappe Ronde van Madrid U23
- Winnaar 3e etappe triptyque Ardennais

## Grote rondes
| Jaar | Ronde van Italië | Ronde van Frankrijk | Ronde van Spanje |
| ---- | ---------------- | ------------------- | ---------------- |
| 2013 | 158e             |                     |                  |